# 22871 Елленоей
22871 Елленоей (22871 Ellenoei) — астероїд головного поясу, відкритий 7 вересня 1999 року.
Тіссеранів параметр щодо Юпітера — 3,556.